# كام هندرسون
كام هندرسون (بالإنجليزية: Cam Henderson) هو مدرب كرة سلة أمريكي، ولد في 5 فبراير 1890، وتوفي في 3 مايو 1956.

## وصلات خارجية
- كام هندرسون على موقع كلية كرة السلة في سبورتس رفرنس.كوم (الإنجليزية)
- كام هندرسون على موقع الموسوعة البريطانية (الإنجليزية)